# Antoine de Sommaville
Antoine de Sommaville est un libraire-éditeur-imprimeur français. Né le 3 novembre 1597 à Paris, il y est mort le 30 décembre 1664.

## Biographie
Fils du libraire-relieur parisien Simon de Sommaville, il est reçu maître le 14 août 1620.  Il se fait une renommée surtout comme éditeur de poésie, de théâtre et de romans et fut l'éditeur de Pierre Du Ryer, Rotrou, Isaac de Benserade, La Calprenède, Pierre Corneille, Thomas Corneille, Scarron, Saint-Amant, Malherbe ou encore Marolles dont il publie les Mémoires. Son catalogue comportait plus de 9 000 ouvrages. Le 2 mai 1621, il épouse Jeanne Le Clerc, veuve de l'imprimeur Robert Mansion qui obtiendra un privilège royal à sa mort.

## Quelques éditions

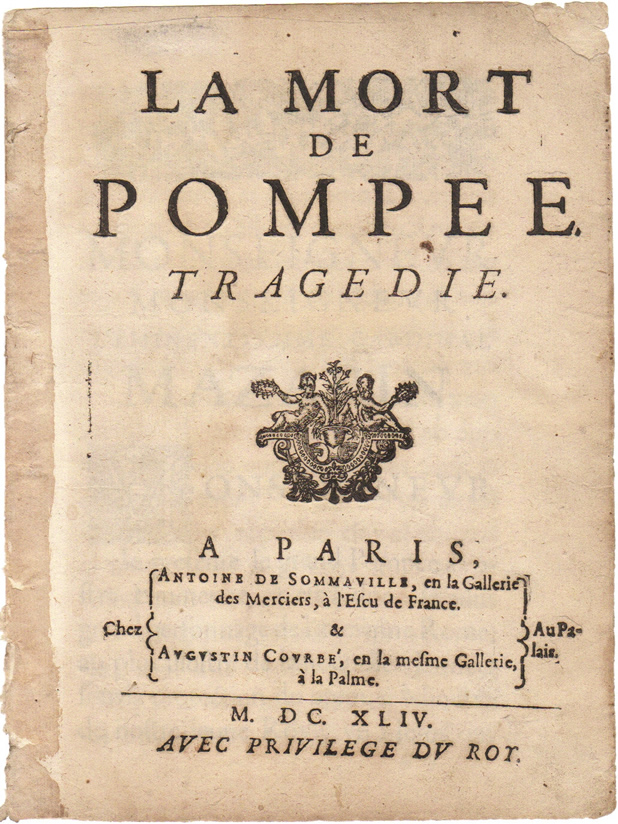
Pierre Corneille, La Mort de Pompée (1644).
- Antoine Oudin, Recherches italiennes et françaises (1640).
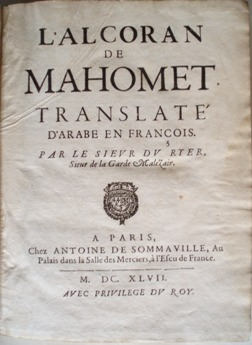
André Du Ryer, L'Alcoran de Mahomet (1647).